# Polina Mikhaïlova
Polina Yuryevna Mikhaylova (en russe : Полина Юрьевна Михайлова), né le 31 août 1986 à Leningrad, est une pongiste russe.

## Biographie
Mikhaylova participe à deux reprises aux Jeux olympiques, en 2016 et en 2020. Elle est éliminée à Rio au 1er tour et à Tokyo au 2e tour. Elle commence sa carrière professionnelle en 2011 en participant aux Championnats du monde où elle est éliminée dès les 64e de finale en simple et en 32e de finale en double. 
L’année suivante, lors des Championnats d'Europe, elle arrive en 16e de finale du tournoi double avec Irene Ivancan (en) et en 32e de finale en simple. Elle remporte son premier titre international, l’Open de Biélorussie en simple.
En 2013, elle arrive en demi-finale de l’Open de Croatie et de l’Open de Biélorussie simple ainsi que de l’Open de Suède double. À l’occasion des Championnats d'Europe par équipe, elle obtient la médaille de bronze du tournoi, battue par la Roumanie en demi-finale.
En 2015, elle remporte deux médailles de bronze lors des Championnats d’Europe, en simple et par équipe. Elle participe également pour la première fois à la phase de poule du Top 16 européen où elle remporte un unique match.
En 2016, elle atteint la demi-finale de l’Open de Croatie en simple et remporte l’Open de Slovénie en double. Elle va également en finale de l’Open de Tchéquie et de l’Open de Bulgarie en double.
En 2017, elle arrive en demi-finale de l’Open de Hongrie double. En simple, elle est médaillée pour la troisième fois du bronze du tournoi par équipe des Championnats d’Europe.
En 2018, elle atteint la finale de l’Open de Biélorussie simple, battue en 4 sets. Puis en 2019, elle remporte l’Open de Lagos au Nigeria face à sa compatriote Yana Noskova en simple et face à une paire croate en double.
En 2022, elle est médaillée d’argent du Top 16 européen face à Han Ying.

## Palmarès

### Par année
- 2012
  -  Open de Biélorussie simple
- 2013
  -  Médaillée de bronze du championnat d'Europe par équipe
- 2015
  -  Médaillée de bronze du championnat d'Europe par équipe
  -  Médaillée de bronze du championnat d'Europe simple
- 2016
  -  Open de Slovénie double
- 2017
  -  Médaillée de bronze du championnat d'Europe par équipe
- 2019
  -  Open du Nigeria double
  -  Open du Nigeria simple
- 2022
  -  Médaillé d’argent du Top 16 européen